# 예술 영화

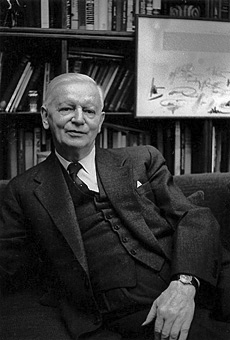
1928년 영화 잔 다르크의 수난을 감독한 1965년의 칼 테오도르 드레이어.

예술영화(art film←아트 필름)는 보통 대중 시장 관객이 아닌 틈새 시장에 초점을 둔 진지한 독립 영화를 의미한다. 이따금은 대중에게 어필하도록 설계되지 않고 실험적인, 진지한 예술적 작품으로 간주된다. 또, 주로 영리적 이익 대신 미적인 이유를 위해 제작된다. 그리고 전통적이지 않은, 매우 상징적인 내용을 포함한다.
영화 비평가들과 영화 연구 학자들은 일반적으로 예술 영화를 "주류 할리우드 영화와는 다르게 처리하는 것"으로 정의한다. 여기에는 사회 현실주의의 감각 요소, 즉 감독의 제작에 따른 표현의 강조, 그리고 등장인물의 사상, 꿈, 동기에 초점을 두는 것이 포함된다. 영화학자 데이비드 보드웰은 예술 영화를 저만의 독특한 규칙을 지닌 하나의 영화 장르로 기술한다.
예술 영화 제작자는 보통 특별 상영관(레퍼토리 영화관 또는 미국에서는 예술 영화관)과 영화제에서 영화를 상영한다. 예술 영화라는 용어는 대륙 유럽에서는 작가 영화와 국가 영화(예: 독일 국가 영화)라는 용어가 대신 사용되는 것에 비해 북미, 영국, 호주에서 훨씬 더 널리 사용된다. 예술 영화는 소규모 틈새 시장 관객을 대상으로 하므로, 광범위하게 개봉되는 블록버스터 영화와 관련된 대규모 제작 예산을 허용하는 재정적 지원을 거의 받지 못한다. 예술 영화 감독들은 덜 알려진 영화 배우나 아마추어 배우를 사용하고, 아이디어 개발, 새로운 내러티브 기법 탐구, 새로운 영화 제작 관습 시도에 훨씬 더 집중하는 영화를 만들기 위해 소박한 세트장을 사용하는 방식으로 이러한 제약을 보완한다.
이러한 영화들은 일반적으로 선형적인 스토리텔링과 주류 오락에 더 중점을 두는 주류 블록버스터 영화와는 극명한 대조를 이룬다. 영화 평론가 로저 이버트는 비평가들의 찬사를 받은 1994년 예술 영화인 중경삼림을 "주로 지적인 경험"이며 "영화에 대해 아는 것 때문에 즐기는" 영화라고 불렀다. 그러나 일부 예술 영화는 다큐멘터리나 전기물과 같은 친숙한 장르의 특정 요소를 제공하여 매력을 넓힐 수도 있다. 홍보를 위해 예술 영화는 영화 평론가의 리뷰, 예술 칼럼니스트, 평론가 및 블로거의 영화 토론, 그리고 관객들의 입소문에 의존한다. 예술 영화는 초기 투자 비용이 적기 때문에 재정적으로 생존 가능하려면 주류 관객의 작은 부분에만 호소하면 된다.

## 역사

### 선구자: 1910년대–1920년대
예술 영화의 선구자로는 이탈리아 무성 영화 L'Inferno (1911), 데이비드 와크 그리피스의 Intolerance (1916), 그리고 수십 년 동안 유럽 영화 운동의 발전에 영향을 미친 러시아 영화감독 세르게이 예이젠시테인의 작품들이 있다. 예이젠시테인의 영화 전함 포템킨 (1925)은 관객에게 최대한의 감정적 반응을 이끌어내기 위해 영화 편집을 사용하는 그의 이론을 시험하기 위해 사용한 혁명적인 선전 영화였다. 예이젠시테인이 이 영화로 얻은 국제적인 비평적 명성은 그가 1917년 10월 혁명의 10주년 대규모 축하 행사의 일환으로 October를 감독할 수 있게 했다. 그는 나중에 1929년에 제너럴 라인을 감독했다.
알렉산드르 도브젠코의 영화 대지 (1930)는 예이젠시테인의 영향 아래 촬영되었으며, 일부 비평가들은 이를 예술 영화의 정점이라고 정의한다.
예술 영화는 루이스 부뉴엘과 살바도르 달리 (1930년에 L'Age d'Or를 만들었다)와 같은 스페인 아방가르드 창작자들의 영화, 그리고 프랑스 극작가이자 영화 제작자인 장 콕토의 영향을 받았다. 장 콕토의 1932년 아방가르드 영화 시인의 피는 회전하는 인간 머리 철사 모델과 회전하는 양면 마스크를 포함하여 영화 전반에 걸쳐 꿈 같은 이미지를 사용한다. 1920년대에 영화 협회들은 영화를 "대중 관객을 대상으로 하는 오락 영화와 지적인 관객을 대상으로 하는 진지한 예술 영화"로 나눌 수 있다는 개념을 옹호하기 시작했다. 영국에서는 앨프리드 히치콕과 아이버 몬태규가 영화 협회를 결성하고 "변증법적 몽타주를 사용한 소련 영화와 독일 UFA 스튜디오의 표현주의 영화"와 같이 "예술적 성과"라고 생각하는 영화들을 수입했다.
1920년대와 1930년대의 프랑스 아방가르드 영화 운동인 시네마 퓌르 또한 예술 영화 개념의 발전에 영향을 미쳤다. 시네마 퓌르 영화 운동에는 여러 저명한 다다 예술가들이 포함되었다. 다다이스트들은 영화를 사용하여 서사 스토리텔링 관습, 부르주아 전통, 그리고 전통적인 아리스토텔레스적 시간과 공간 개념을 초월하여 유연한 시간과 공간의 몽타주를 만들었다.

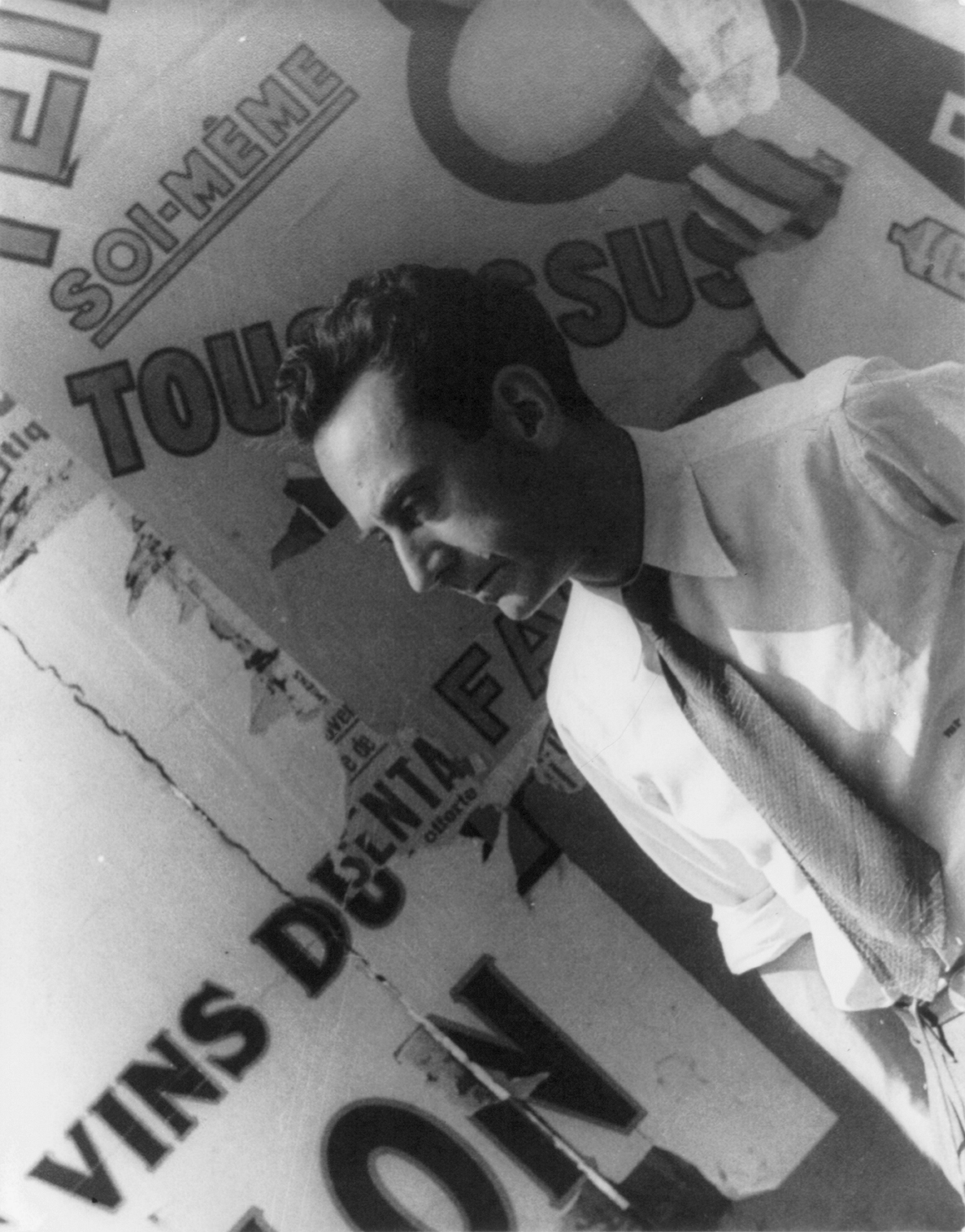
미국 사진작가이자 영화 제작자 만 레이 (1934년 모습)는 예술 영화 발전에 영향을 미친 다다이스트 "시네마 퓌르" 영화 운동의 일원이었다.

시네마 퓌르 운동은 한스 리히터, 발터 루트만, 바이킹 에게링과 같은 독일 "절대" 영화감독들의 영향을 받았다. 리히터는 그의 1921년 영화 Rhythmus 21이 최초의 추상 영화라고 거짓 주장했다. 사실 그는 1911년과 1912년 사이에 이탈리아 미래파의 브루노 코라와 아르날도 진나에 의해 선행되었다 (미래주의 영화 선언문에 보고된 바와 같이), 그리고 1920년에 Lichtspiel Opus 1을 제작한 동료 독일 예술가 발터 루트만에 의해서도 선행되었다. 그럼에도 불구하고, 리히터의 영화 Rhythmus 21은 중요한 초기 추상 영화로 간주된다.
최초의 영국 "예술 영화관"은 엘시 코헨에 의해 1929년 런던의 팔레 드 룩스에 임시로 개관되었다. 그녀는 1931년 옥스퍼드 스트리트의 아카데미 시네마에 영구적인 장소를 설립했다.
예술 영화 상영을 전문으로 하는 예술 영화관은 1920년대 말 미국 동해안에 등장했다. 이러한 영화관은 미국과 유럽 모두에 널리 퍼져 있었다.

### 1930년대–1950년대
1930년대와 1940년대에 할리우드 영화는 존 포드의 밀고자 (1935)와 유진 오닐의 머나먼 항해 (1940)와 같은 문학 각색 영화의 예술적 열망과 갱스터 스릴러와 같은 돈벌이 "인기 장르 영화"로 나눌 수 있었다. 윌리엄 시스카는 1940년대 중후반의 이탈리아 네오레알리스모 영화, 예를 들어 무방비 도시 (1945), 파이사 (1946), 자전거 도둑 (1948)을 또 다른 "의식적인 예술 영화 운동"으로 간주할 수 있다고 주장한다.
1940년대 후반, 이탈리아 네오레알리스모 영화와 기타 진지한 유럽 영화가 주류 할리우드 영화와 다르다는 미국 대중의 인식은 주요 미국 도시와 대학가에 "예술 영화관"이 발전하면서 더욱 강화되었다. 제2차 세계대전 이후, "...미국 영화 관객층의 증가하는 부분이 주류 할리우드 영화에 싫증을 내고 있었고", 그들은 새로 생긴 예술 영화관으로 가서 "주요 영화관에서 상영되는 영화에 대한 대안"을 보러 갔다. 이 예술 영화관에서 상영된 영화에는 "영국 영화, 외국어 영화, 독립 미국 영화, 그리고 다큐멘터리와 할리우드 고전 영화의 재상영"이 포함되었다. 로셀리니의 무방비 도시와 맥켄드릭의 타이트 리틀 아일랜드 (위스키 거로어!), 자전거 도둑, 분홍신과 같은 영화들은 상당한 미국 관객들에게 상영되었다.
1950년대 후반, 프랑스 영화 제작자들은 이탈리아 네오레알리스모와 클래식 할리우드 영화의 영향을 받은 영화들을 제작하기 시작했고, 비평가들은 이러한 스타일을 프랑스 누벨 바그라고 불렀다. 공식적으로 조직된 운동은 아니었지만, 누벨 바그 영화 제작자들은 고전적인 영화 형식에 대한 자의식적인 거부와 젊은 성상 파괴주의 정신으로 연결되었으며, 그들의 영화는 유럽 예술 영화의 한 예시이다. 많은 이들이 또한 당시의 사회적, 정치적 격변과 자신의 작업을 연결시키며, 편집, 시각 스타일, 내러티브에 대한 급진적인 실험을 보수적인 패러다임과의 전반적인 단절의 일부로 만들었다. 이 그룹의 가장 저명한 개척자들 중 프랑수아 트뤼포, 장뤽 고다르, 에릭 로메르, 클로드 샤브롤, 자크 리베트는 영화 잡지 카이에 뒤 시네마의 비평가로 시작했다. 작가주의 이론은 감독이 자신의 영화의 "작가"이며, 영화마다 개인적인 서명이 눈에 띈다고 주장한다.

### 1960년대–1970년대

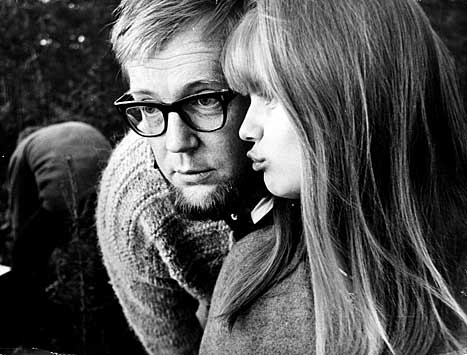
스웨덴 영화 나는 호기심 (노란색)에 출연한 배우 레나 뉘만

프랑스 누벨 바그 운동은 1960년대까지 계속되었다. 1960년대에 "예술 영화"라는 용어는 유럽보다 미국에서 훨씬 더 널리 사용되기 시작했다. 미국에서는 이 용어가 종종 외국어(비영어) "작가주의" 영화, 독립 영화, 실험 영화, 다큐멘터리, 단편 영화를 포함하는 매우 넓은 의미로 정의된다. 1960년대에 "예술 영화"는 미국에서 선정적인 이탈리아 및 프랑스 B급 영화의 완곡어법이 되었다. 1970년대에 이르러 이 용어는 스웨덴 영화 나는 호기심 (노란색)과 같이 예술적 구조를 가진 성적으로 노골적인 유럽 영화를 묘사하는 데 사용되었다. 미국에서 "예술 영화"라는 용어는 1969년 영화 블루 무비를 만든 앤디 워홀을 포함한 현대 미국 예술가들의 영화를 지칭할 수 있지만, 때로는 레퍼토리 극장이나 "예술 영화관"에서 상영되는 광범위한 영화를 느슨하게 지칭하는 데 사용된다. 이러한 접근 방식에서 1960년대 히치콕 영화, 1970년대 실험적인 지하 영화, 유럽 작가주의 영화, 미국 "독립" 영화, 심지어 주류 외국어 영화(자막 포함)와 같은 광범위한 영화가 모두 "예술 영화"의 범주에 속할 수 있다.

### 1980년대–2000년대
1980년대와 1990년대에 "예술 영화"라는 용어는 미국에서 "독립 영화"와 혼동되기 시작했는데, 이는 많은 동일한 스타일적 특징을 공유한다. 미라맥스 필름과 같은 회사들은 상업적으로 실행 가능하다고 여겨지는 독립 영화를 배급했다. 주요 영화 스튜디오들은 독립 영화의 틈새 시장 매력을 인지하고, 20세기 폭스의 폭스 서치라이트 픽처스 부문, 유니버설의 포커스 피처스 부문, 소니 픽처스 엔터테인먼트의 소니 픽처스 클래식스 부문, 파라마운트의 파라마운트 밴티지 부문과 같이 비주류 작품 전담 부서를 만들었다. 영화 평론가들은 이러한 부서의 영화가 주요 스튜디오의 재정적 지원을 받는다는 점을 고려할 때 "독립 영화"로 간주될 수 있는지에 대해 논쟁해왔다.
2007년 카밀 팔리아 교수는 그녀의 기사 "예술 영화: R.I.P."에서 "[프랜시스 포드 코폴라]]의 대부 시리즈를 제외하고는, 능숙한 회상 장면과 거친 사회적 사실주의를 가진,... 지난 35년 동안 제작된 단 한 편의 영화도 베리만의 제7의 봉인이나 페르소나와 동등한 철학적 깊이나 실행의 기교를 가졌다고 주장할 수 없다"고 주장했다. 팔리아는 2000년대의 젊은이들은 "유럽의 심오한 감독들이 한때 전문적으로 다루었던 길고 느린 테이크에 대한 인내심이 없다"고 말하며, 이러한 접근 방식은 "가장 미세한 표정이나 차갑게 휩쓸고 지나가는 텅 빈 방 또는 황량한 풍경에 대한 호화로운 면밀한 검토"를 제공했다고 언급했다.
감독, 제작자, 배급자 로저 코먼에 따르면, "1950년대와 1960년대는 예술 영화의 가장 큰 영향력이 있던 시기였다. 그 이후로 영향력은 약해졌다. 할리우드는 유럽 영화의 교훈을 흡수하고 그 교훈을 자신의 영화에 통합했다." 코먼은 "관객들은 1970년대 할리우드 영화에서 유럽 예술 영화의 본질을 볼 수 있었으며... [그래서] 예술 영화는 결코 단순히 유럽 영화의 문제가 아니라 점점 실제적인 세계 영화가 되었다. 비록 폭넓은 인정을 얻기 위해 고군분투했지만 말이다." 코먼은 "현재 미국 예술 영화의 '부활' 가능성이 있다"고 말한다.

## 주류 영화 규범과의 차이점
영화 학자 데이비드 보드웰은 1979년 논문 "영화 실천 방식으로서의 예술 영화"에서 "예술 영화"의 학술적 정의를 제시했는데, 이는 예술 영화와 고전 할리우드 영화의 주류 영화를 대조한다. 주류 할리우드 스타일 영화는 영화를 "시간과 공간에서 발생하는 인과적으로 관련된 일련의 사건"으로 구성하기 위해 명확한 서사 형식을 사용하며, 모든 장면은 목표를 향해 나아간다. 주류 영화의 줄거리는 잘 정의된 주인공에 의해 추진되며, 명확한 캐릭터로 채워지고, "질문-답변 논리, 문제 해결 루틴, [그리고] 마감 기한 줄거리 구조"로 강화된다. 영화는 빠른 진행, 적절한 관객 감정을 유도하는 음악 사운드트랙, 그리고 꽉 짜이고 매끄러운 편집으로 연결된다.
대조적으로 보드웰은 "예술 영화는 두 가지 원칙, 즉 사실주의와 작가적 표현으로 서사를 동기화한다"고 말한다. 예술 영화는 "인과 관계의 사슬이 느슨해지는" 더욱 에피소드적인 서사 구조를 다룬다는 점에서 주류 "고전적" 영화 제작 규범에서 벗어난다.
주류 영화도 도덕적 딜레마나 정체성 위기를 다루지만, 이러한 문제는 보통 영화가 끝날 때 해결된다. 예술 영화에서는 딜레마가 사려 깊게 탐구되고 조사되지만, 보통 영화 끝에 명확한 해결책 없이 끝난다.
예술 영화에서 이야기는 종종 캐릭터 개발과 긴 대화 시퀀스를 통한 아이디어 탐구에 비해 부차적인 역할을 한다. 예술 영화에 이야기가 있다면, 그것은 보통 모호하게 정의되거나 모호한 에피소드의 표류하는 순서이다. 영화에는 설명되지 않은 공백, 의도적으로 불분명한 시퀀스, 또는 이전 장면과 관련 없는 불필요한 시퀀스가 있을 수 있으며, 이는 시청자에게 영화의 메시지를 주관적으로 해석하도록 강요한다. 예술 영화는 종종 "뚜렷한 시각적 스타일"과 감독의 작가적 접근 방식의 흔적을 지닌다. 예술 영화는 종종 "쉽게 답을 얻을 수 있는 결론"을 제공하기를 거부하며, 대신 영화 관객에게 "이야기가 어떻게 전달되는가? 왜 이런 식으로 이야기를 전달하는가?"에 대해 생각할 과제를 부여한다.
보드웰은 "예술 영화 자체는 그 자체의 뚜렷한 관습을 가진 [영화] 장르"라고 주장한다. 영화 이론가 로버트 스탬 또한 "예술 영화"가 영화 장르라고 주장한다. 그는 영화 장르가 예산(블록버스터 영화 또는 B급 영화)이나 주연 배우(아담 샌들러 영화)와 같은 영화의 측면에 기반할 수 있는 것처럼, 영화는 예술적 지위에 따라 예술 영화로 간주된다고 주장한다.

## 예술 영화와 영화 비평
할리우드에서 제작된 영화와 같은 대중 시장 영화는 덜 분별력 있는 관객에게 어필한다는 점을 지적하는 학자들이 있다. 이 집단은 더 사려 깊고 수준 높은 영화로 그들을 이끌 수 있는 문화 엘리트로서 영화 평론가들에게 의존한다. 대중적인 취향과 고급 문화 사이의 단절을 메우기 위해, 이 영화 평론가들은 익숙하지 않은 개념을 설명하고 더 분별력 있는 영화 관람 대중을 육성하기 위해 그들을 매력적으로 만드는 것이 기대된다. 예를 들어, 영화 평론가는 자신의 리뷰를 통해 관객들이 예술 영화에 대한 분석 용어를 제공함으로써 영화에 대해 진지하게 생각하도록 도울 수 있다. 영화 분석 및 리뷰의 예술적 틀을 채택하여, 이 영화 평론가들은 관객들에게 그들이 보고 있는 것을 감상하는 다른 방법을 제공한다. 그래서 논란이 되는 주제가 탐구될 때, 대중은 비평가들이 영화의 가치, 예를 들어 사실주의를 어떻게 묘사하는지에 대해 알려주면 영화를 즉시 무시하거나 공격하지 않을 것이다. 여기에서 예술 영화를 상영하는 예술 극장 또는 예술 영화관은 비평가와 지식인 관객 모두를 끌어들이는 "문화적 계몽의 장소"로 간주된다. 그것은 이 비평가들이 문화와 예술적 분위기를 경험하고 통찰력과 자료를 얻을 수 있는 장소 역할을 한다.

## 주목할 만한 영화의 연대표
다음 목록은 "예술 영화" 특성을 가진 영화의 작은 부분적 샘플이며, 어떤 감독과 영화가 "예술 영화" 특성을 가진 것으로 간주되는지에 대한 일반적인 감각을 제공하기 위해 작성되었다. 이 목록의 영화들은 예술 영화의 하나 이상의 특성을 보여준다: 대중 관객을 대상으로 하지 않는 진지하고 비상업적이거나 독립적으로 제작된 영화. 이 목록의 일부 영화는 "작가주의" 영화, 독립 영화 또는 실험 영화로도 간주된다. 어떤 경우에는 평론가들이 영화가 주류인지 아닌지에 대해 의견이 일치하지 않는다. 예를 들어, 일부 평론가들은 구스 반 산트의 아이다호 (1991)를 "높은 예술적 품질"의 "영화 실험 연습"이라고 불렀지만, 워싱턴 포스트는 이를 야심찬 주류 영화라고 불렀다. 이 목록의 일부 영화는 이러한 특성 대부분을 가지고 있다. 다른 영화는 상업적으로 제작된 영화로, 주류 스튜디오에서 제작되었지만, 감독의 "작가주의" 스타일의 특징이나 실험적인 특성을 가지고 있다. 이 목록의 영화들은 주요 상을 수상했거나 영향력 있는 영화 평론가들의 비평적 찬사를 받았거나, 혁신적인 서사 또는 영화 제작 기법을 도입했기 때문에 주목할 만하다.

### 1920년대–1940년대

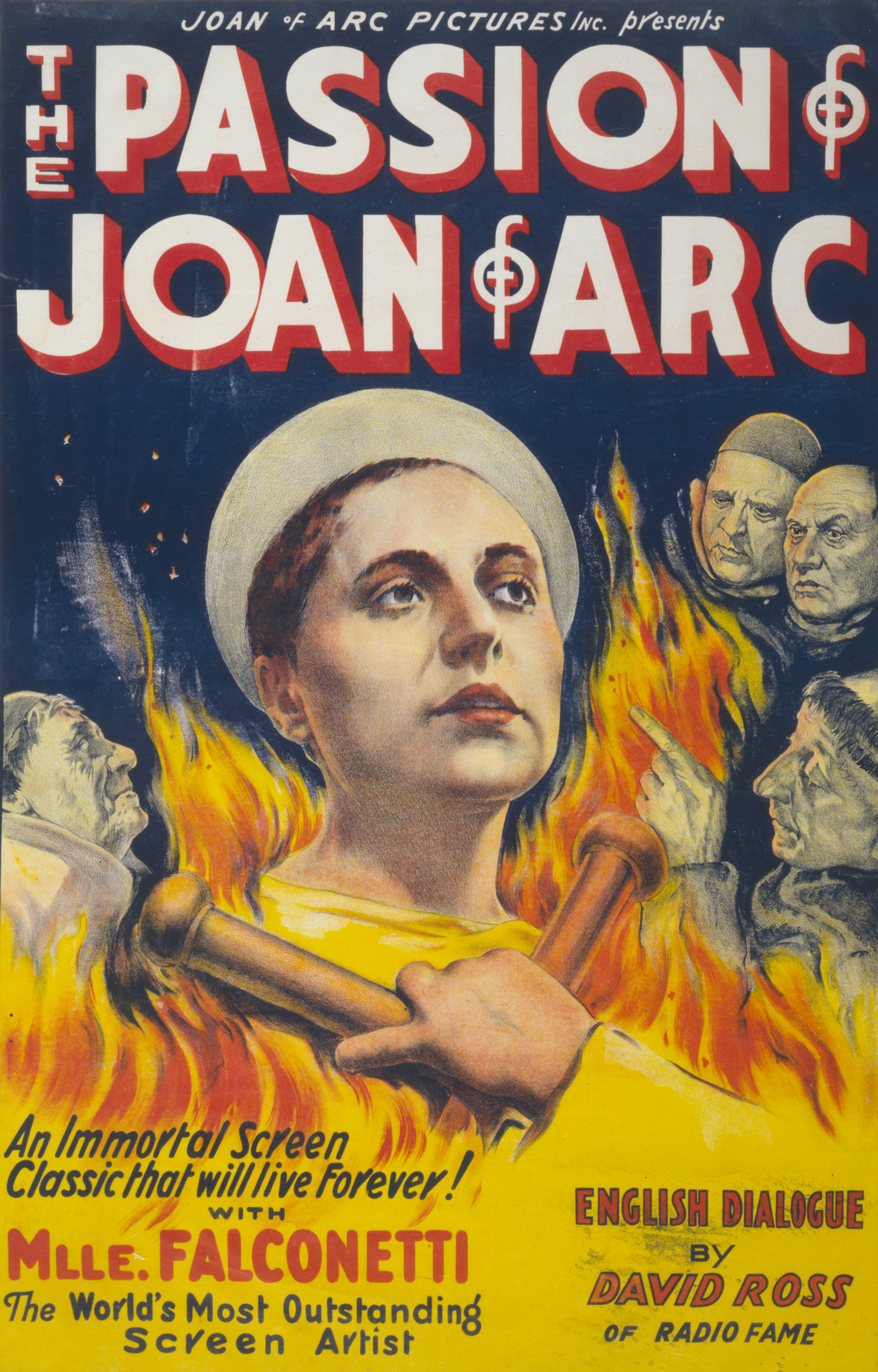
드라이어의 잔 다르크의 수난 포스터

1920년대와 1930년대에는 영화 제작자들이 "예술 영화"를 만들려고 하지 않았고, 영화 평론가들도 "예술 영화"라는 용어를 사용하지 않았다. 그러나 칼 테오도르 드레이어의 잔 다르크의 수난 (1928)과 뱀파이어 (1932)와 같은 세련된 미학적 목표를 가진 영화, 루이스 부뉴엘의 안달루시아의 개 (1929)와 황금시대 (1930)와 같은 초현실주의 영화, 또는 심지어 세르게이 예이젠시테인의 유명하고 영향력 있는 걸작 전함 포템킨과 같이 정치적이고 시사적인 내용을 다루는 영화도 있었다. 독일 표현주의 감독 프리드리히 빌헬름 무르나우의 미국 영화 선라이즈 (1927)는 왜곡된 아트 디자인과 획기적인 촬영 기법을 사용하여 상징과 이미지가 풍부한 과장된 동화 같은 세계를 창조한다. 장 르누아르의 영화 게임의 규칙 (1939)은 제2차 세계대전 이전 프랑스 상류 사회의 비판적이고 비극적인 풍자를 만들어내어 장르의 관습을 초월하는 매너 코미디이다. 사이트 & 사운드의 평론가 설문조사에서 이 영화는 현기증, 시민 케인, 동경 이야기 다음으로 위대한 영화 4위에 올랐다.
이러한 초기, 예술 지향적인 영화 중 일부는 영화사보다는 부유한 개인에 의해 자금 지원을 받았는데, 특히 영화의 내용이 논란의 여지가 있거나 관객을 끌어들이기 어려울 경우 그러했다. 1940년대 후반, 영국 감독 마이클 파월과 에머릭 프레스버거는 발레에 관한 영화인 분홍신 (1948)을 제작했는데, 이는 당시의 주류 장르 영화들과 차별화되었다. 1945년, 데이비드 린은 노엘 카워드의 연극 정물을 각색한 밀회를 감독했는데, 이 영화는 영국이 당시 직면했던 사회 경제적 문제 속에서 상류층 남자와 중산층 여자 사이의 열정적인 사랑을 관찰한다.

### 1950년대
1950년대의 예술적 감성을 지닌 잘 알려진 영화로는 다음과 같은 작품들이 있다. 길 (1954)은 가족을 부양하기 위해 잔인하고 비인간적인 서커스 단원을 위해 일하게 된 젊은 여성이 결국 자신의 상황을 받아들이는 이야기를 다룬다. 칼 테오도르 드레이어의 오데트 (1955)는 믿음이 부족한 가족을 중심으로 하지만, 자신이 예수 그리스도라고 믿으며 기적을 행할 수 있다고 확신하는 아들을 다룬다. 페데리코 펠리니의 카비리아의 밤 (1957)은 매춘부의 사랑을 찾으려는 시도 실패, 그녀의 고통과 거부를 다룬다. 산딸기 (1957)는 잉마르 베리만이 감독한 영화로, 나이든 의사이자 교수인 주인공이 악몽을 통해 자신의 삶을 재평가하는 서사를 다룬다. 그리고 프랑수아 트뤼포의 400번의 구타 (1959)는 부모, 학교 교사, 사회의 학대에도 불구하고 성장하려고 애쓰는 젊은 남자를 주인공으로 하는데, 이 영화는 프랑스 누벨 바그와 영화에 있어 큰 첫걸음으로, 적은 돈, 아마추어 배우, 소규모 제작진으로도 영화를 만들 수 있다는 것을 보여주었다. 폴란드에서는 흐루쇼프 해빙으로 인해 정권의 문화 정책이 다소 완화되었고, 세대, 카날, 재와 다이아몬드, 로트나 (1954–1959)와 같은 작품들이 모두 안제이 바이다 감독에 의해 연출되어 폴란드 영화 학교 스타일을 보여주었다.

#### 아시아
인도에서는 벵골 영화에서 "병렬 영화" 또는 "인도 누벨 바그"로 알려진 예술 영화 운동이 있었다. 이것은 주류 상업 영화에 대한 대안이었다. 당시의 사회 정치적 분위기에 대한 예리한 시각과 함께 진지한 내용, 사실주의와 자연주의로 유명했다. 이 운동은 주류 상업 영화와는 구별되며 프랑스와 일본 누벨 바그와 거의 동시에 시작되었다. 이 운동에 참여한 가장 영향력 있는 영화 제작자는 사티야지트 레이, 므리날 센과 리트위크 가탁이었다. 이 시기에 만들어진 가장 국제적으로 호평받은 영화 중 일부는 가난한 시골 소년의 성장을 다루는 세 편의 영화인 아푸 삼부작 (1955-1959)과 사티야지트 레이의 먼 천둥 (1973)으로, 벵골 기근 동안 농부의 이야기를 다룬다. 이 운동에 참여한 다른 호평받는 벵골 영화 제작자로는 리투파르노 고쉬, 아파르나 센과 가우탐 고쉬가 있다.
일본 영화 제작자들은 관습을 깨는 여러 영화를 제작했다. 구로사와 아키라의 라쇼몽 (1950)은 서구에서 널리 상영된 최초의 일본 영화로, 강간과 살인에 대한 네 증인의 모순된 증언을 묘사한다. 1952년, 구로사와는 이키루를 감독했는데, 이는 삶의 의미를 찾기 위해 고군분투하는 도쿄 관료에 대한 영화이다. 오즈 야스지로의 동경 이야기 (1953)는 도쿄로 여행하여 성장한 자녀들을 방문하지만, 자녀들이 너무 자기 중심적이어서 자신들과 시간을 많이 보내지 않는 것을 발견하는 노부부의 이야기를 통해 당시의 사회 변화를 탐구한다. 구로사와가 감독한 7인의 사무라이 (1954)는 도적들과 싸우기 위해 일곱 명의 주군 없는 사무라이를 고용하는 농촌 마을의 이야기를 다룬다. 이치카와 곤의 들불 (1959)은 병든 일본 병사가 살아남기 위해 고군분투하는 모습을 통해 제2차 세계대전에서의 일본 경험을 탐구한다. 미조구치 겐지의 우게쓰 이야기 (1953)는 16세기 후반을 배경으로 한 유령 이야기로, 진격하는 군대의 길목에 있는 마을 농민들의 이야기를 다룬다. 1년 후, 미조구치는 산쇼다유 (1954)를 감독했는데, 이는 노예로 팔린 두 귀족 자녀의 이야기를 다룬다. 자유의 상실과 같은 진지한 주제를 다루는 것 외에도, 이 영화는 아름다운 이미지와 길고 복잡한 장면을 특징으로 한다.

### 1960년대
1960년대는 예술 영화의 중요한 시기였으며, 여러 획기적인 영화들이 유럽 예술 영화의 탄생을 가져왔다. 장뤽 고다르의 네 멋대로 해라 (1960)는 점프 컷과 핸드헬드 카메라 촬영과 같은 혁신적인 시각 및 편집 기술을 사용했다. 프랑스 누벨 바그의 선두 주자였던 고다르는 10년 내내 혁신적인 영화를 계속 만들며 영화 제작의 완전히 새로운 스타일을 제안했다. 네 멋대로 해라의 성공에 이어, 고다르는 1963년에 스튜디오 영화 제작 시스템에 대한 그의 견해, 아름다운 롱 테이크, 영화 속 영화를 보여주는 경멸과 1965년에 범죄와 로맨스 영화를 그의 반 할리우드 스타일과 혼합한 피에로 르 푸 두 편의 매우 영향력 있는 영화를 더 만들었다. 프랑수아 트뤼포의 쥘 앤 짐은 혁신적인 시나리오, 편집 및 카메라 기술을 통해 세 개인의 복잡한 관계를 해체했다. 이탈리아 감독 미켈란젤로 안토니오니는 정사 (1960)와 같은 영화로 영화 제작에 혁명을 일으켰는데, 이는 풍경 사진과 프레이밍 기술로 영향력이 있었고, 보트 여행 중 젊은 상류층 여성의 실종과 그녀의 연인과 가장 친한 친구의 후속 수색을 다룬다. 밤 (1961)은 아노미와 불모성과 같은 문제를 다루는 실패한 결혼에 대한 복잡한 탐구이다. 일식 (1962)은 남자친구의 물질주의적 본성 때문에 그와 견고한 관계를 형성할 수 없는 젊은 여성에 대한 영화이다. 붉은 사막 (1964)은 그의 첫 컬러 영화로, 현대 세계에 적응해야 할 필요성을 다룬다. 그리고 욕망 (1966)은 그의 첫 영어 영화로, 젊은 사진작가가 살인을 촬영했는지 여부를 발견하려는 시도를 따라가면서 지각과 현실의 문제를 탐구한다.
스웨덴 감독 잉마르 베리만은 1960년대를 겨울 빛 (1963)과 침묵 (1963)과 같은 실내극으로 시작했는데, 이 영화들은 정서적 고립과 의사소통 부족과 같은 주제를 다룬다. 10년 후반의 그의 영화들, 예를 들어 페르소나 (1966), 수치 (1968), 정열 (1969)은 인공물로서의 영화라는 개념을 다룬다. 타데우시 콘비츠키의 지적이고 시각적으로 표현력이 풍부한 영화들, 예를 들어 모든 영혼의 날 (Zaduszki, 1961)과 살토 (1962)는 전쟁에 대한 논의를 촉발하고 평범한 주인공들을 대신하여 실존적인 질문을 제기했다.

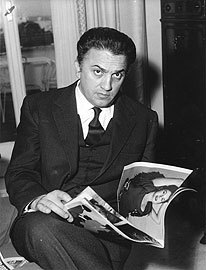
이탈리아 감독 페데리코 펠리니

페데리코 펠리니의 달콤한 인생 (1960)은 냉소적인 기자가 목격하는 로마의 연속적인 밤과 새벽을 묘사하는데, 이 영화는 그의 이전 이탈리아 네오레알리스모 스타일과 이후의 초현실주의 스타일 사이의 다리 역할을 한다. 1963년, 펠리니는 8½을 만들었는데, 이는 촬영 감독 지아니 디 베난조가 흑백으로 촬영한 창의적, 결혼적, 영적 어려움에 대한 탐구이다. 1961년 알랭 레네 감독의 영화 지난 해 마리앙바드에서는 지각과 현실을 탐구하며, 널리 영향력을 미친 웅장한 트래킹 샷을 사용한다. 로베르 브레송의 당나귀 발타자르 (1966)와 무쉐뜨 (1967)는 자연주의적이고 생략적인 스타일로 주목할 만하다. 스페인 감독 루이스 부뉴엘 또한 비리디아나 (1961)와 절멸의 천사 (1962)와 같은 충격적인 초현실주의 풍자로 영화 예술에 크게 기여했다.
러시아 감독 안드레이 타르콥스키의 영화 안드레이 루블료프 (1966)는 동명의 중세 러시아 성상화가의 초상화이다. 이 영화는 또한 예술적 자유와 억압적인 권위 앞에서 예술을 만드는 가능성과 필요성에 관한 것이다. 이 영화의 단축판은 1969년 칸 영화제에서 상영되었고, FIPRESCI 상을 수상했다. 10년 말, 스탠리 큐브릭의 2001: 스페이스 오디세이 (1968)는 과학적 사실주의, 특수 효과의 선구적인 사용, 특이한 시각적 이미지로 관객을 놀라게 했다. 1969년, 앤디 워홀은 미국에서 광범위하게 극장 개봉된 노골적인 성적 내용을 묘사한 최초의 성인 예술 영화인 블루 무비를 출시했다. 워홀에 따르면, 블루 무비는 베르나르도 베르톨루치가 감독하고 블루 무비가 제작된 지 몇 년 후에 개봉된 국제적으로 논란이 된 에로틱 예술 영화인 파리에서의 마지막 탱고 제작에 큰 영향을 미쳤다. 소련 아르메니아에서는 세르게이 파라자노프의 석류의 빛깔이 소련 당국에 의해 금지되었고, 서구에서는 오랫동안 볼 수 없었으며, 비평가 미하일 바르타노프에 의해 "혁명적"이라고 칭찬받았다. 그리고 1980년대 초반, 카이에 뒤 시네마는 이 영화를 상위 10위 목록에 올렸다. 1967년 소련 조지아에서는 영향력 있는 조지아 영화감독 텐기즈 아불라제가 탄원 (Vedreba)을 감독했는데, 이는 바자 프샤벨라의 문학 작품을 모티브로 하여 철학적 의미가 담긴 상징적인 장면들로 가득 찬 시적 서사 스타일로 이야기가 전개된다. 이란에서는 다리우시 메흐르주이의 암소 (1969)가 사랑하는 소의 죽음 이후 미쳐버린 남자에 대한 이야기로, 이란 영화의 새로운 물결을 촉발시켰다.
인형극 연출가 짐 헨슨은 그의 1965년 오스카상 후보에 오른 비-머펫 단편 영화 타임 피스로 예술 영화계에서 성공을 거두었다.

### 1970년대
1970년대 초, 감독들은 시계태엽 오렌지 (1971), 스탠리 큐브릭의 잔혹한 미래형 청소년 갱 탐구, 그리고 파리에서의 마지막 탱고 (1972), 베르나르도 베르톨루치의 금기를 깨는 성적으로 노골적이고 논란이 많은 영화와 같은 폭력적인 영화로 관객에게 충격을 주었다. 동시에 다른 감독들은 안드레이 타르콥스키의 명상적인 SF 영화 솔라리스 (1972)와 같은 더 내성적인 영화를 만들었는데, 이는 2001년에 대한 소련의 반박으로 의도되었다고 한다. 1975년과 1979년에 각각 타르콥스키는 해외에서 비평적 찬사를 받은 두 편의 다른 영화인 거울과 잠입자를 감독했다. 테런스 맬릭은 황무지 (1973)와 천국의 나날들 (1978)을 감독했는데, 자연의 아름다움에 대한 길고 여운 있는 장면, 암시적인 이미지, 시적인 서사 스타일과 같은 많은 특성을 타르콥스키와 공유했다.
1970년대 예술 영화의 또 다른 특징은 기괴한 인물과 이미지의 부활이었다. 이는 독일 뉴 웨이브 감독 베르너 헤어초크의 아귀레, 신의 분노 (1973)에 나오는 고통받고 집착하는 주인공과 컬트 영화인 알레한드로 호도로프스키의 환각적인 홀리 마운틴 (1973)에 나오는 도둑과 연금술사가 신화적인 로터스 아일랜드를 찾는 이야기에서 풍부하게 나타난다. 마틴 스코세이지의 영화 택시 드라이버 (1976)는 시계태엽 오렌지가 탐구했던 주제를 계속 이어간다: 폭력적이고 부패한 사회에 사는 소외된 사람들. 스코세이지 영화의 거친 폭력과 끓어오르는 분노는 같은 시기에 개봉된 다른 영화들과 대조를 이룬다. 예를 들어, 데이비드 린치의 꿈 같고 초현실적이며 산업적인 흑백 고전 이레이저 헤드 (1977)와 같은 영화들이다. 1974년, 존 카사베티스는 영향 아래 있는 여자에서 미국 블루칼라 삶에 대한 날카로운 논평을 제공했는데, 이 영화는 기이한 주부가 서서히 미쳐가는 과정을 담고 있다.
또한 1970년대에 래들리 메츠거는 바바라 브로드캐스트 (1977)와 같이 초현실적인 "부뉴엘적인" 분위기를 보여주는 여러 성인 예술 영화를 감독했고, 더 오프닝 오브 미스티 베토벤 (1976)은 조지 버나드 쇼의 연극 피그말리온 (그리고 그 파생작인 마이 페어 레이디)을 기반으로 했다. 수상 경력이 있는 작가 토니 벤틀리에 따르면, 이 영화는 포르노 황금기의 "왕관 보석"으로 간주되었는데, 이 시대는 앤디 워홀의 블루 무비 (1969) 개봉으로 시작되었고, "포르노 시크" 현상을 특징으로 했다. 이 현상에서는 성인 에로틱 영화가 광범위하게 개봉되기 시작했고, 유명인(예: 조니 카슨과 밥 호프)에 의해 공개적으로 논의되었으며, 영화 평론가(예: 로저 이버트)에 의해 진지하게 받아들여졌다.

### 1980년대
1980년, 마틴 스코세이지 감독은 스티븐 스필버그와 조지 루카스의 도피적인 블록버스터 모험에 익숙해진 관객들에게 그의 영화 성난 황소의 거칠고 혹독한 사실주의를 선사했다. 이 영화에서 배우 로버트 드니로는 메소드 연기를 극단까지 끌어올려 권투 선수가 상을 받는 젊은 파이터에서 과체중의 "한물간" 나이트클럽 주인으로 몰락하는 과정을 묘사했다. 리들리 스콧의 블레이드 러너 (1982) 또한 2001: 스페이스 오디세이 (1968)와 함께 SF 예술 영화로 볼 수 있다. 블레이드 러너는 실존주의 또는 인간이 된다는 것이 무엇을 의미하는지에 대한 주제를 탐구한다. 박스 오피스 실패작이었지만, "감독판"의 출시가 VHS 홈 비디오를 통해 성공하면서 이 영화는 예술 영화계에서 컬트적 기이함으로 인기를 얻었다. 10년 중반, 일본 감독 구로사와 아키라는 란 (1985)에서 16세기 일본 사무라이 전쟁의 잔혹하고 피비린내 나는 폭력을 사실적으로 묘사했다. 란은 리어왕의 줄거리를 따랐는데, 이는 나이 든 왕이 자녀들에게 배신당하는 이야기이다. 세르조 레오네 또한 그의 서사적 갱스터 삶 이야기인 원스 어폰 어 타임 인 아메리카에서 잔혹한 폭력과 감정적 내용의 대조를 보여주었다.

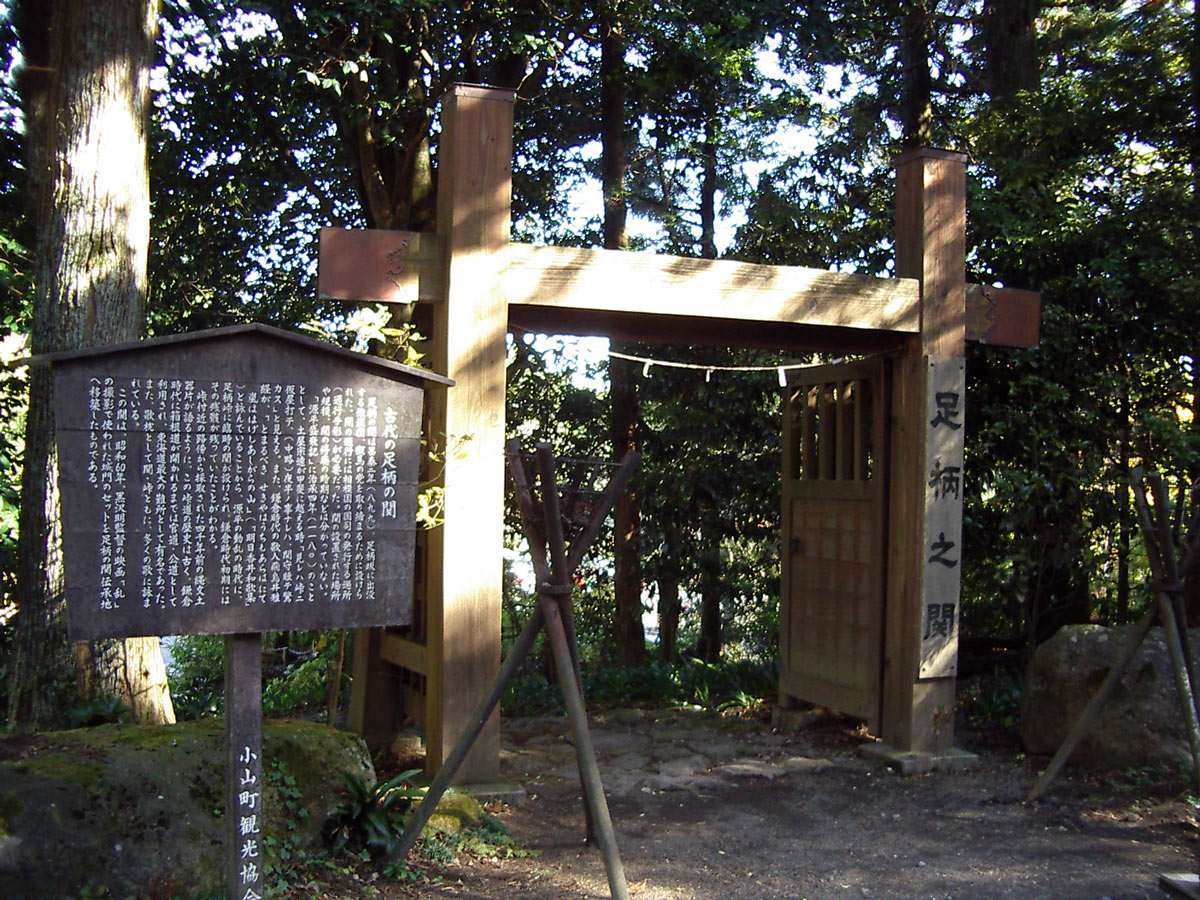
광범위한 세트장은 예술 영화보다는 주류 영화와 더 관련이 있지만, 일본 감독 구로사와 아키라는 그의 1985년 영화 란을 위해 중세 성문의 재현을 포함하여 많은 세트장을 지었다.

1980년대의 다른 감독들은 폴란드 공산 정부를 비판한 안제이 바이다의 철의 사나이 (1981)와 같은 철학적, 윤리적 문제를 탐구하는 더욱 지적인 길을 택했으며, 이 영화는 1981년 칸 영화제에서 황금종려상을 수상했다. 또 다른 폴란드 감독인 크쥐시토프 키에슬로프스키는 1988년에 텔레비전용으로 데칼로그를 제작했는데, 이는 윤리적 문제와 도덕적 난제를 탐구하는 영화 시리즈이다. 이 영화들 중 두 편은 사랑에 관한 짧은 필름과 살인에 관한 짧은 필름으로 극장 개봉되었다. 1989년, 우디 앨런은 뉴욕 타임즈 평론가 빈센트 캔비의 말에 따르면 그의 가장 "확실히 진지하고 재미있는 영화"인 범죄와 비행을 만들었는데, 이 영화는 자신들이 내리는 선택을 둘러싼 심각한 문제와 생각에 직면하면서 도덕적, 영적 단순성을 찾으려는 사람들의 여러 이야기를 담고 있다. 프랑스 감독 루이 말은 굿바이 칠드런에서 자신의 실제 어린 시절 경험을 극화하여 또 다른 도덕적 길을 탐구했는데, 이 영화는 제2차 세계대전 중 점령 나치 정부의 프랑스 유대인 강제 수용소로의 강제 이송을 묘사한다.
이 시기의 또 다른 비평적으로 칭찬받는 예술 영화인 빔 벤더스의 로드 무비 파리, 텍사스 (1984) 또한 황금종려상을 수상했다.
키에슬로프스키만이 영화와 텔레비전의 구분을 초월한 유일한 감독은 아니었다. 잉마르 베리만은 화니와 알렉산더 (1982)를 만들었는데, 이는 5시간짜리 확장판으로 텔레비전에 방영되었다. 영국에서는 새로운 텔레비전 채널인 채널 4가 자회사인 필름 4를 통해 극장 개봉된 많은 영화에 전액 또는 부분적으로 자금을 지원했다. 빔 벤더스는 그의 1987년 영화 베를린 천사의 시에서 영적인 관점에서 삶에 대한 또 다른 접근 방식을 제시했는데, 이는 사람들 사이에 사는 "타락한 천사"를 묘사하며 칸 영화제 감독상을 수상했다.
1982년, 실험 영화 감독 고드프리 레지오는 예상치 못한 예술 영화 히트작 코야니스카시를 개봉했다. 이 영화는 대사 없이 촬영술(주로 도시와 자연 풍경의 슬로 모션과 타임랩스 촬영으로 구성되어 시각적인 교향시를 이룬다)과 기술 및 환경에 대한 철학적 이데올로기를 강조한다.
1980년대 감독들이 사용한 또 다른 접근 방식은 기이하고 초현실적인 대안 세계를 창조하는 것이었다. 마틴 스코세이지의 특근 (1985)은 미스터리한 인물들과의 우연한 만남이 있는 초현실적인 밤의 세계에서 한 남자의 당혹스러운 모험을 묘사하는 코미디-스릴러이다. 데이비드 린치의 블루 벨벳 (1986)은 상징과 양극화된 세계에 대한 은유로 가득 차 있고 작은 마을의 지저분한 지하 세계에 숨어 있는 왜곡된 인물들이 살고 있는 누아르 영화 스타일의 스릴러-미스터리인데, 매우 혼란스러운 주제를 고려할 때 놀라울 정도로 성공했다. 피터 그리너웨이의 요리사, 도둑, 그의 아내 그리고 그녀의 정부 (1989)는 식인과 극단적인 폭력에 대한 판타지/블랙 코미디로, 대처리즘 시대 영국에서 "엘리트 문화"에 대한 비판이라는 지적인 주제를 가지고 있다.
라파엘 바상은 그의 기사 "더 엔젤: 애니메이션의 하늘을 나는 유성"()에서 패트릭 보카노프스키의 더 엔젤 (1982년 1982년 칸 영화제에서 상영)을 현대 애니메이션의 시작으로 볼 수 있다고 주장한다. 등장인물들의 가면은 모든 인간의 개성을 지우고, 왜곡된 영역, 모호한 시야, 변형, 합성된 물체를 사용하여 이미지의 "물질"과 그 광학적 구성에 대한 완전한 통제력을 부여하는 인상을 준다.
1989년, 허우샤오셴의 비정성시는 베네치아 국제 영화제에서 황금사자상을 수상한 최초의 대만 영화가 되었다. 이 영화는 한 가족을 통해 대만의 역사를 보여주며, 대만의 도시와 시골에서 현실적이고 평범한 삶을 묘사하는 경향이 있는 대만 누벨 바그의 또 다른 단계를 나타낸다.

### 1990년대
1990년대에 감독들은 데이비드 린치의 블루 벨벳 (1986)과 피터 그리너웨이의 요리사, 도둑, 그의 아내 그리고 그녀의 정부 (1989)의 성공에서 영감을 받아 기이한 대안 세계와 초현실주의적 요소를 가진 영화를 만들었다. 일본 감독 구로사와 아키라의 꿈 (1990)은 그의 상상적인 공상을 목가적인 시골 풍경부터 고뇌하는 악마들과 황폐해진 핵전쟁 후 풍경의 끔찍한 환상에 이르는 일련의 짧은 이야기로 묘사했다. 코언 형제의 바톤 핑크 (1991)는 칸 영화제에서 황금종려상을 수상했으며, 알코올 중독자이자 폭력적인 소설가와 연쇄 살인범을 포함한 다양한 기이한 인물들을 만나는 작가에 대한 수수께끼 같은 이야기에서 다양한 문학적 암시를 특징으로 한다. 블루 벨벳과 같은 감독이 만든 로스트 하이웨이 (1997)는 초현실적인 이미지를 사용하여 환상 세계, 기이한 시공간 변형, 정신 붕괴를 탐구하는 심리 스릴러이다.
1990년대의 다른 감독들은 정체성, 우연, 죽음, 실존주의와 같은 철학적 문제와 주제를 탐구했다. 구스 반 산트의 아이다호 (1991)와 왕자웨이의 중경삼림 (1994)은 정체성이라는 주제를 탐구했다. 전자는 집과 정체성 찾기라는 주제를 탐구하는 두 젊은 거리의 유흥업자에 대한 독립 로드 무비/버디 영화이다. 이는 "90년대 독립 영화의 최고점", "날카롭고 시적인 성찰", 그리고 "높은 예술적 품질"의 "영화 실험 연습"이라고 불렸다. 중경삼림은 현대 홍콩의 "은유적인 콘크리트 정글"에서 정체성, 단절, 외로움, 고립이라는 주제를 탐구한다. 토드 헤인스는 1995년 비평적 성공작인 세이프에서 교외 주부의 삶과 유독 물질로 인한 그녀의 궁극적인 죽음을 탐구했다.
1991년, 대만 누벨 바그 감독 에드워드 양의 또 다른 중요한 영화인 고령가 소년 살인 사건은 정치적 상황, 학교 상황, 가족 상황에 영향을 받아 중국에서 대만으로 피난 온 평범한 십대 소년의 삶을 묘사하는데, 이는 결국 주인공이 소녀를 살해하는 것으로 끝난다. 1992년, 대만 누벨 바그의 2세대인 차이밍량의 첫 장편 영화인 청소년 나타는 소외, 배우의 느린 움직임 (그의 반복 출연 배우인 리강성), 느린 속도, 적은 대사와 같은 그의 독특한 영화 제작 스타일을 가지고 있다.
다리우시 쇼코프의 영화 세븐 서번츠 (1996)는 "세계 인종을 하나로 묶으려는" 남자의 마지막 숨결까지의 노력을 다룬 독창적인 고급 예술 영화 작품이다. 세븐 서번츠 1년 후, 아바스 키아로스타미의 영화 체리 향기 (1997)는 칸 영화제에서 황금종려상을 수상했는데, 다른 반전과 함께 유사한 이야기를 다룬다. 두 영화 모두 자살한 후 자신을 묻어줄 사람을 고용하려는 남자에 대한 이야기이다. 세븐 서번츠는 미니멀리스트 스타일로 촬영되었으며, 롱 테이크, 여유로운 속도, 긴 침묵의 시간을 특징으로 한다. 이 영화는 또한 관객과 인물 사이에 거리감을 만들기 위해 롱 샷과 오버헤드 샷을 사용하는 것으로도 주목할 만하다. 장이머우의 1990년대 초반 작품인 국두 (1990), 홍등 (1991), 귀주 이야기 (1992), 인생 (1994)은 가슴 아픈 이야기를 통해 인간의 감정을 탐구한다. 인생은 심사위원 대상을 수상했다.
1990년대의 몇몇 영화들은 삶, 우연, 죽음과 관련된 실존주의적 주제를 탐구했다. 로버트 올트먼의 숏컷 (1993)은 10개의 병렬적이고 서로 얽힌 이야기를 추적함으로써 우연, 죽음, 불륜이라는 주제를 탐구한다. 베네치아 국제 영화제에서 황금사자상과 볼피 컵을 수상한 이 영화는 시카고 트리뷴 평론가 마이클 윌밍턴에 의해 "다각적이고, 다채로운 분위기를 지닌, 눈부시게 구조화된 절충주의 재즈 벽화"라고 불렸다. 크쥐시토프 키에슬로프스키의 베로니카의 이중 생활 (1991)은 정체성이라는 주제와 유럽의 동서 분열에 대한 정치적 우화에 대한 드라마이다. 이 영화는 양식화된 촬영, 비현실적인 분위기, 설명되지 않는 초자연적 요소를 특징으로 한다.
대런 애러노프스키의 영화 파이 (1998)는 편집증적인 수학자의 "평화를 찾는 여정"에 대한 "믿을 수 없을 정도로 복잡하고 모호한 영화로, 놀라운 스타일과 내용 모두를 담고 있다". 이 영화는 데이비드 린치에서 영감을 받은 "으스스한 이레이저 헤드와 같은 세계"를 만들어낸다. "흑백으로 촬영되어 모든 진행 과정에 꿈 같은 분위기를 더하고" "형이상학과 영성"과 같은 문제를 탐구한다. 매튜 바니의 크레마스터 사이클 (1994–2002)은 창조 과정을 탐구하기 위해 만들어진, 폐쇄적인 미학적 체계를 형성하는 다섯 편의 상징적, 우화적 영화 연작이다. 이 영화들은 생식기와 성 발달에 대한 암시로 가득 차 있으며, 전기, 신화, 지질학에서 가져온 서사 모델을 사용한다.
1997년, 테런스 맬릭은 20년 만에 씬 레드 라인을 가지고 복귀했다. 이 전쟁 영화는 시와 자연을 사용하여 일반적인 전쟁 영화와 차별화된다. 이 영화는 작품상과 감독상을 포함하여 제71회 아카데미상 7개 부문에 후보로 올랐다.
1990년대의 일부 영화들은 비현실적이거나 초현실적인 시각적 분위기와 철학적 문제 탐구를 혼합한다. 헝가리 감독 터르 벨러의 사탄탱고 (1994)는 7시간 반 길이의 흑백 영화로, 타르의 가장 좋아하는 주제인 부적절함을 다룬다. 사기꾼 이리미아스가 헝가리 어딘가의 특정되지 않은 마을로 돌아와 믿기 쉬운 마을 사람들에게 자신을 지도자이자 메시아적 존재로 제시한다. 키에슬로프스키의 세 가지 색 삼부작 (1993–94), 특히 블루 (1993)와 레드 (1994)는 인간 관계와 사람들이 일상생활에서 그 관계에 어떻게 대처하는지를 다룬다. 이 삼부작 영화는 "영성과 실존주의에 대한 탐구"로 불렸으며 "진정으로 초월적인 경험"을 창조했다. 가디언은 브레이킹 더 웨이브 (1996)를 최고의 예술 영화 25편 중 하나로 선정했다. 평론가는 "[[[라르스 폰 트리어]]의 경력 (그리고 결과적으로 현대 유럽 영화의 상당 부분)을 정의하게 된 모든 요소들이 여기에 존재한다: 고난이도 연기, 혁신적인 시각 기술, 고통받는 여주인공, 문제 해결 드라마, 그리고 전체를 놓칠 수 없게 만드는 논란의 자극]"이라고 말했다.

### 2000년대
필름 저널 인터내셔널의 루이스 빌은 호주 감독 앤드루 도미닉의 서부 영화 비겁한 로버트 포드의 제시 제임스 암살 (2007)이 "예술 영화이자 장르 영화로서 성공한 매혹적인 문학 기반 작품"이라고 밝혔다. 과거의 액션 지향적인 제시 제임스 영화와 달리, 도미닉의 파격적인 대작은 아마도 그 무법자가 포획될 것이라는 편집증에 굴복하고 결국 그를 암살할 로버트 포드와 위태로운 우정을 발전시키는 그의 삶의 마지막 몇 달 동안의 심리적 포기를 더욱 정확하게 묘사한다.
2009년, 폴 토머스 앤더슨 감독은 그의 2002년 영화 펀치 드렁크 러브가 소심하고 억압된 분노조절장애에 관한 "예술 영화 아담 샌들러 영화"라고 주장했는데, 이는 영화에 "프랫 보이" 코미디언 샌들러가 예상치 못하게 포함된 것을 언급하는 것이다. 평론가 로저 이버트는 펀치 드렁크 러브가 "모든 아담 샌들러 영화의 열쇠가 될 수 있으며, 샌들러를 그의 작업의 새로운 방향으로 해방시킬 수 있다. 그가 그 바보 같은 코미디를 영원히 만들 수는 없지 않은가? 그가 그렇게 헤아릴 수 없는 깊이를 가지고 있었다는 것을 누가 상상이나 했겠는가?"라고 주장한다.

### 2010년대
아피찻퐁 위라세타쿤의 엉클 분미, 2010년 칸 황금종려상 수상작은 "아름답게 촬영된 일련의 장면들과 죽음과 환생, 사랑, 상실, 업보의 본질에 대한 감동적이고 재미있는 고찰을 결합한다." 위라세타쿤은 독립 영화 감독, 시나리오 작가, 영화 제작자로, 태국 영화 스튜디오 시스템의 엄격한 틀 밖에서 작업한다. 그의 영화는 꿈, 자연, 그의 자신의 동성애를 포함한 성, 그리고 태국과 아시아에 대한 서구의 인식을 다룬다. 위라세타쿤의 영화는 파격적인 서사 구조(예: 영화 중간에 제목/크레딧을 배치)와 비전문 배우와 작업하는 것을 선호하는 경향을 보여준다.
테런스 맬릭의 트리 오브 라이프 (2011)는 수십 년간의 개발 끝에 개봉되었고 2011년 칸 영화제에서 황금종려상을 수상했으며, 평론가들로부터 높은 찬사를 받았다. 스탬퍼드의 에이번 극장에서는 영화에 대한 "일부 고객 피드백과 극도로 엇갈린 관객 반응"으로 인해 환불 불가 정책에 대한 메시지가 게시되었다. 극장은 "이 야심찬 예술 작품과 다른 도전적인 영화들을 지지한다"고 밝혔다. 니콜라스 빈딩 레픈이 감독한 드라이브 (2011)는 일반적으로 아트하우스 액션 영화로 불린다. 또한 2011년, 라르스 폰 트리어 감독은 멜랑콜리아를 개봉했는데, 이 영화는 우울증과 기타 정신 질환을 다루면서도 지구와 충돌할 수 있는 다가오는 행성에 대한 가족의 반응을 보여준다. 이 영화는 호평을 받았으며, 일부는 폰 트리어의 걸작이라고 주장했고, 다른 이들은 커스틴 던스트의 연기, 영상미, 영화에 묘사된 사실주의를 강조했다.
조너선 글레이저의 언더 더 스킨 ("아트하우스 SF 영화"의 한 예)는 2013년 베네치아 국제 영화제에서 상영되었고, 다음 해 독립 스튜디오 A24를 통해 극장 개봉되었다. 스칼렛 요한슨 주연의 이 영화는 인간의 모습을 한 외계인이 글래스고를 돌아다니며 의심 없는 남자들을 유혹하여 성관계를 맺고, 그들의 살을 수확하고 인간성을 박탈하는 과정을 따라간다. 성, 인간성, 대상화와 같은 주제를 다루는 이 영화는 긍정적인 평가를 받았고, 일부에서는 걸작으로 칭송받았다. 평론가 리처드 로퍼는 이 영화를 "우리가 영화를 예술이라고 말할 때 이야기하는 것"이라고 묘사했다.
이 시기에는 블랙 스완 (2010), 스토커 (2013), 에너미 (2013), 바바둑 (2014), 오직 사랑하는 이들만이 살아남는다 (2014), 밤을 걷는 뱀파이어 소녀 (2014), 굿나잇 마미 (2014), 나이트크롤러 (2014), 팔로우 (2015), 더 위치 (2015), 곡성 (2016), 23 아이덴티티 (2016), 겟 아웃 (2017), 마더! (2017), 서던 리치: 소멸의 땅 (2018), 콰이어트 플레이스 (2018), 유전 (2018), 서스페리아 (2018; 1977년 동명 영화의 리메이크), 맨디 (2018), 나이팅게일 (2018), 살인마 잭의 집 (2018), 어스 (2019), 미드소마 (2019), 라이트하우스 (2019), 컬러 아웃 오브 스페이스 (2019)와 아카데미 작품상 수상작 기생충 (2019)과 같은 영화의 성공으로 "아트 호러"의 재등장이 나타났다.
로마 (2018)는 1970년대 멕시코에서 살았던 어린 시절에서 영감을 받은 알폰소 쿠아론 감독의 영화이다. 흑백으로 촬영되었으며, 쿠아론의 이전 영화와 공유하는 죽음과 계층과 같은 주제를 다룬다. 이 영화는 넷플릭스를 통해 배급되었고, 이 스트리밍 거대 기업에게 첫 아카데미상 최우수 작품상 후보 지명을 안겨주었다.
오스카상 후보작인 바다의 노래: 벤과 셀키요정의 비밀과 러빙 빈센트와 같은 작품으로 예술 애니메이션도 이 시대에 주류 애니메이션 영화에 대한 대안으로 추진력을 얻었으며, 이전 10년의 호평받는 애니메이터인 곤 사토시, 돈 헤르츠펠트와 아리 폴만의 작품과 함께 성장했다.
톰 숀은 크리스토퍼 놀란의 작품에 대해 다음과 같이 말했다: "그는 11편의 장편 영화를 완성했는데, [...] 모두 스튜디오 엔터테인먼트의 기준을 충족시키면서도, 예술 영화의 전유물이었던 개인적인 주제와 강박관념이 지울 수 없는 흔적을 남기고 있다: 시간의 흐름, 기억의 실패, 우리의 부정과 회피의 기벽, 우리 내면 생활의 친밀한 시계 장치들이 산업화 후기의 단층선과 정보화 시대의 균열점 및 역설을 만나는 풍경을 배경으로 펼쳐진다."

## 비판
예술 영화에 대한 비판으로는 주류 관객에게 너무 현학적이고 자기 탐닉적이라는 점이 있다.
LA 위클리 영화 평론가 마이클 노딘은 영화 구모 (1997)를 "예술 영화 착취 영화"라고 불렀고, 아모레스 페로스 (2000)를 "Where the Red Fern Grows와 중학교 때 읽어야 했던 다른 모든 책보다 더 많은 죽은 개를 등장시키는 예술 영화의 고정관념"을 예시한다고 언급했다.

## 관련 개념

### 예술 텔레비전
예술 영화와 동일한 특성 중 일부를 공유하는 질 높은 예술 텔레비전 또는 스타일이 확인되었다. 데이비드 린치와 마크 프로스트의 트윈 픽스와 데니스 포터의 노래하는 탐정과 같은 텔레비전 쇼도 "인과 관계의 완화, 심리적 또는 일화적 사실주의에 대한 더 큰 강조, 시공간의 고전적 명확성 위반, 명시적인 작가적 논평, 그리고 모호성"을 가지고 있다.
린치의 다른 많은 작품(블루 벨벳 영화 참조)과 마찬가지로, 트윈 픽스는 작은 마을의 겉치레와 그 표면 아래에 숨어 있는 지저분한 삶의 층 사이의 간극을 탐구한다. 이 쇼는 정의된 텔레비전 장르에 속하기 어렵다. 스타일적으로는 공포 영화의 불안한 분위기와 초자연적인 전제를 차용하면서도 기이하고 코믹한 미국 연속극 패러디를 선보인다. 이는 기발한 인물들의 도덕적으로 의심스러운 행동을 캠프적이고 멜로드라마적으로 제시한다. 이 쇼는 기이한 유머와 깊은 초현실주의를 특징으로 하는 진지한 도덕적 탐구를 나타내며, 고도로 양식화된 짧은 장면, 초현실적이고 종종 접근하기 어려운 예술적 이미지를 사건의 이해 가능한 서사와 함께 통합한다.
HBO의 더 와이어 또한 "예술적인 텔레비전"으로 분류될 수 있는데, 이는 대부분의 텔레비전 쇼가 받는 것보다 더 많은 학술적인 비평을 받았기 때문이다. 예를 들어, 영화 이론 저널인 필름 쿼털리는 이 쇼를 표지에 실었다.

## 대중 매체에서
예술 영화는 심슨 가족과 같은 애니메이션 시트콤에서 클론 하이가 이를 풍자하고 비꼬는 것에 이르기까지, 심지어 코미디 영화 리뷰 웹 시리즈인 Brows Held High (카일 칼그렌 진행)에 이르기까지 대중문화의 일부였다.

## 같이 보기
- 독립 영화
- 다큐멘터리 영화
- 언더그라운드 영화